# Julius Johnson
Julius « Juby » Johnson, né le 8 novembre 1981 à Cleveland, est un joueur de basket-ball professionnel américain. Il joue au poste d'ailier.

## Carrière

### Biographie
Sorti de l'université Miami dans l'Ohio, Julius Johnson rejoint en 2004 le KK Zadar en Croatie. Meilleur joueur étranger et meilleur défenseur du championnat pour sa première saison, il devient champion en 2005 et en 2008. Il conduit également le club à trois finales, en 2006, 2007 et 2009. Il s'illustre aussi en Ligue adriatique et en coupes d'Europe. À l'été 2009, il signe au Azovmach Marioupol en Ukraine, mais quitte le club quelques semaines plus tard pour s'occuper de son enfant aux États-Unis.
En février 2010, il rejoint le BCM Gravelines Dunkerque, remplaçant Trey Johnson.

### Clubs
- 2004-2009 :  KK Zadar (A1 liga Ožujsko)
- 2009 :  Azovmach Marioupol (Super League)
- 2010-2014 :  Gravelines Dunkerque (Pro A)

### Palmarès
- Champion de Croatie :
  - Vainqueur : 2005, 2008.
- Coupe de Croatie :
  - Vainqueur : 2005, 2006, 2007
- Semaine des As :
  - Vainqueur : 2011.
- Leaders Cup de basket-ball :
  - Vainqueur : 2013.